# Santa Isabel do Ivaí
Santa Isabel do Ivaí este un oraș în Paraná (PR), Brazilia.